# Gare de Pont-Melvez
La gare de Pont-Melvez est une gare ferroviaire française de la ligne de Guingamp à Carhaix, située sur la commune de Pont-Melvez, dans le département des Côtes-d'Armor en région Bretagne.
C'est aujourd'hui une halte ferroviaire de la Société nationale des chemins de fer français (SNCF), desservie par des trains TER Bretagne circulant entre Guingamp et Carhaix. La ligne présente la particularité d'être exploitée en affermage par la société des Chemins de fer et transport automobile (CFTA), qui permet l'arrêt à la demande pour les haltes de la ligne.

## Situation ferroviaire
Établie à 227 m d'altitude, la gare de Pont-Melvez est située au point kilométrique (PK) 523,525 de la ligne de Guingamp à Carhaix, entre la gare de Coat-Guégan et la gare de Plougonver.

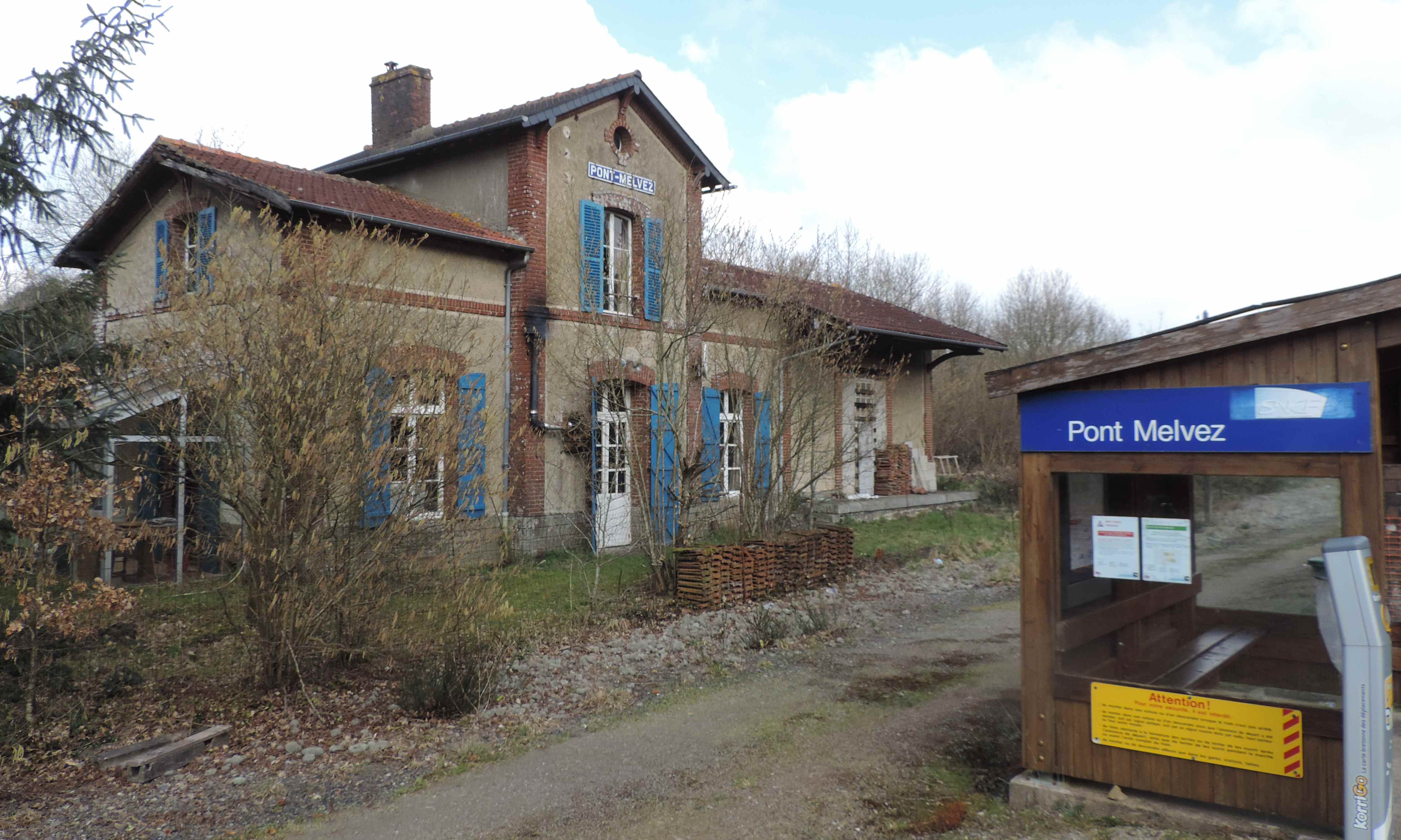
BV

## Histoire
Pont-Melvez est une station, du Réseau breton, mise en service le 24 septembre 1893 avec l'ensemble de la ligne de Carhaix à Guingamp. La voie est alors à écartement métrique et la compagnie des chemins de fer de l'Ouest, concessionnaire de la ligne, en a confié l'exploitation en affermage à la Société générale des chemins de fer économiques.
Depuis 1963 la ligne est exploitée en affermage par la société des Chemins de fer et transport automobile (CFTA).

## Fréquentation
De 2015 à 2023, selon les estimations de la SNCF, la fréquentation annuelle de la gare s'élève aux nombres indiqués dans le tableau ci-dessous.
| Année     | 2015  | 2016  | 2017  | 2018  | 2019  | 2020  | 2021  | 2022  | 2023  |
| --------- | ----- | ----- | ----- | ----- | ----- | ----- | ----- | ----- | ----- |
| Voyageurs | 3 649 | 3 634 | 2 755 | 3 372 | 5 800 | 5 599 | 6 423 | 6 315 | 5 285 |

## Services voyageurs

### Accueil
Halte SNCF, c'est un point d'arrêt non géré (PANG), elle dispose d'un quai latéral avec abri. Comme les autres arrêts de la ligne, il permet la descente et la montée à la demande : il suffit d'indiquer son arrêt au chauffeur du TER, ou de lui faire signe si on est sur le quai.

### Desserte
Pont-Melvez est desservie par des trains TER Bretagne qui circulent sur la ligne 25b (Carhaix - Guingamp).